# Bandeira de Cotia
A Bandeira de Cotia é composta pelo Brasão de Cotia, representando o clima, religião e a geografia do município É composta também de um fundo branco representando a paz.